# Bowling Green (Missouri)
Bowling Green város az USA Missouri államában, Pike megye megyeszékhelye. Lakosainak száma 4195 fő (2020. április 1.).

## Népesség
A település népességének változása:

| 2010 | 5 334 |
| 2020 | 4 195 |